# Pasčímottanásana

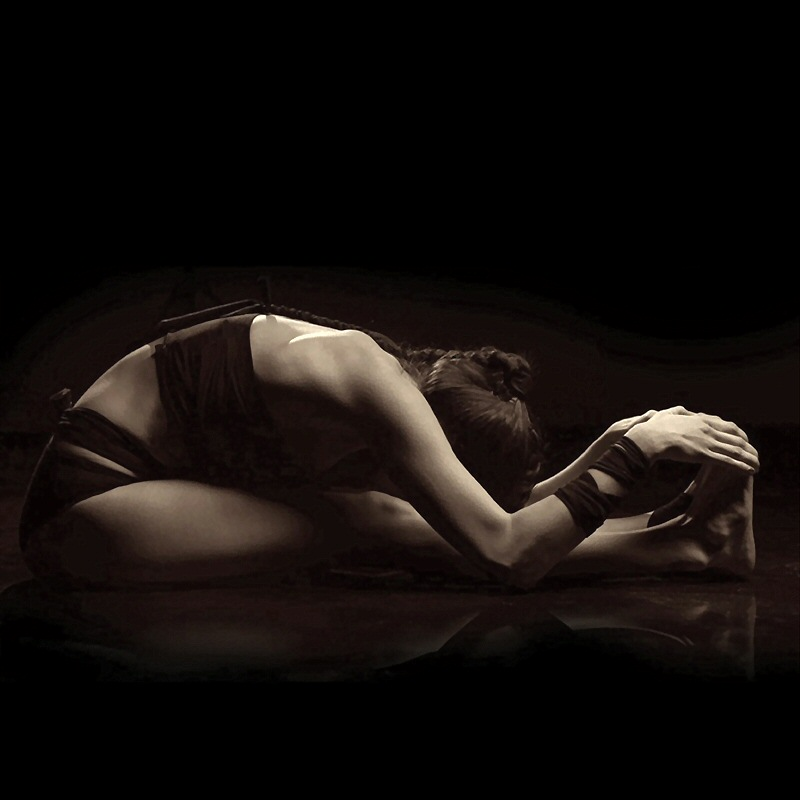
Pasčímottanásana

Pasčímottanásana („kleště“) je jednou z rotačních (spinálních) ásan.

## Etymologie
Sanskrtské slovo paschima (पश्चिम) znamená „záda“ a uttana (उत्तान) „napnutí“ a asana (आसन) „pozice/posed“.

### Postup
1. Z pozice hole s nádechem se zvednou ruce do vzpažení. S výdechem se tělo rovně předklání.
2. Předklon se dělá co nejdéle s rovnými zády a na konci se uchopí prsty na nohách (s výdechem).
3. S nádechem se ostřeji protáhne rukama a zvednou pokrčené paže v loktech nahoru a ještě jednou zvednutím pohledu a hrudníku se hurdník protlačí dopředu.
4. S výdechem se přibliží k nohám co nejblíže. Buď směřuje pohled přes prsty nohou do dálky, nebo na konci pohybu se spojí hlavu a nohama.